# Ajedrez retrospectivo
|    |    |    |       |       |       |       |       |    |  |
|    | a8 | b8 | c8    | d8    | e8    | f8    | g8    | h8 |  |
| a7 | b7 | c7 | d7    | e7    | f7    | g7    | h7    |    |  |
| a6 | b6 | c6 | d6 rd | e6    | f6    | g6    | h6    |    |  |
| a5 | b5 | c5 | d5    | e5 kl | f5    | g5    | h5    |    |  |
| a4 | b4 | c4 | d4    | e4    | f4    | g4    | h4    |    |  |
| a3 | b3 | c3 | d3    | e3 kd | f3 qd | g3 pd | h3 bd |    |  |
| a2 | b2 | c2 | d2    | e2    | f2    | g2    | h2    |    |  |
| a1 | b1 | c1 | d1    | e1    | f1    | g1    | h1    |    |  |
|    |    |    |       |       |       |       |       |    |  |

Se conoce como ajedrez retrospectivo o ajedrez retrógrado a una técnica de análisis empleada por los aficionados a resolver problemas de ajedrez en los que se trata de determinar qué movimientos condujeron a una determinada disposición de piezas. En la mayor parte de los problemas de ajedrez, esto no es necesario, aunque existe una clase de problemas que se basan casi exclusivamente en este tipo de análisis.
Los problemas de ajedrez retrospectivo se basan en explicar la historia de la posición. Para ello, puede ser importante saber si el enroque es aún factible o si una captura al paso es posible. Otros problemas pueden hacer preguntas concretas. Por ejemplo: "¿es el alfil blanco de c1 una pieza coronada?". 
A veces la pregunta es si una determinada posición es legal, entendiendo por "legal" que se puede llegar a la misma mediante movimientos legales, sin importar la calidad de los mismos.
Algunos problemas utilizan un método llamado "análisis retrospectivo parcial". En ellos, la historia de la posición no se puede determinar con certeza, sino que cada una de las historias alternativas requiere una solución diferente. El problema de la derecha, compuesto por W. Langstaff (para Chess Amateur en 1922) es un ejemplo relativamente simple; es mate en dos jugadas. Es imposible saber cuál fue la última jugada del negro, pero está claro que tiene que tratarse de una jugada hecha con el rey o la torre, o si no la jugada g7-g5 (g6-g5 es imposible, ya que el peón hubiera dado jaque). En consecuencia, o bien las negras no pueden enrocar, o las blancas pueden capturar en g6 al paso. Es imposible determinar cuál fue la última jugada negra, por lo que la solución está basada en dos líneas:
1.Re6 y a cualquier jugada 2.Td8# (si es que las negras movieron el rey o la torre)
1.hxg6 a.p. (amenazando: 2.Td8#) 1...O-O 2.h7# (si las negras jugaron g7-g5)
|    |    |    |       |    |       |       |       |       |  |
|    | a8 | b8 | c8    | d8 | e8 kd | f8    | g8    | h8 rd |  |
| a7 | b7 | c7 | d7    | e7 | f7    | g7    | h7    |       |  |
| a6 | b6 | c6 | d6    | e6 | f6 bl | g6    | h6 pl |       |  |
| a5 | b5 | c5 | d5 rl | e5 | f5 kl | g5 pd | h5 pl |       |  |
| a4 | b4 | c4 | d4    | e4 | f4    | g4    | h4    |       |  |
| a3 | b3 | c3 | d3    | e3 | f3    | g3    | h3    |       |  |
| a2 | b2 | c2 | d2    | e2 | f2    | g2    | h2    |       |  |
| a1 | b1 | c1 | d1    | e1 | f1    | g1    | h1    |       |  |
|    |    |    |       |    |       |       |       |       |  |

Existen otro tipo de problemas, más difíciles aún, en el que hay que darse cuenta de que se trata de ajedrez retrospectivo. Un ejemplo lo compuso el aficionado Paulo Tabares de Tortuguitas, Buenos Aires, Argentina.
Dice así: Juegan las Blancas y ganan
Blancas: Rf5, Te5, f6, h5, g4, f3
Negras: Rh6, g3, h4, g5, h7, f7
En ningún lado dice que es un problema retrospectivo, de hecho los mejores ordenadores dan ventaja decisiva al negro. Sin embargo un análisis detallado da cuenta que la única movida anterior del negro ha sido g7 a g5, lo que posibilita el movimiento h5xg5 al paso.